# Kanupolo-Weltmeisterschaften 2006
Die Kanupolo-Weltmeisterschaften 2008 der International Canoe Federation fanden vom 9. bis 13. August 2006 in Amsterdam in den Niederlanden statt.
Bei den Herren nahmen 23 Nationen teil und bei den Damen 20 und bei den männlichen Junioren 15.
Die Herrenmannschaft Frankreichs und die deutsche Damenmannschaft gewannen dem Titel. Die Frauen gewannen ihr Endspiel 1:0 gegen Neuseeland. Torschützenkönigin wurde Lena Weinberger mit 15 Toren.

## Ergebnisse
| Kategorie  | Gold        | SilberAus   | Bronze      |
| ---------- | ----------- | ----------- | ----------- |
| Männer     | Frankreich  | Italien     | Niederlande |
| Frauen     | Deutschland | Neuseeland  | Niederlande |
| U21 Männer | Frankreich  | Niederlande | Spanien     |